# Karpathen-Post

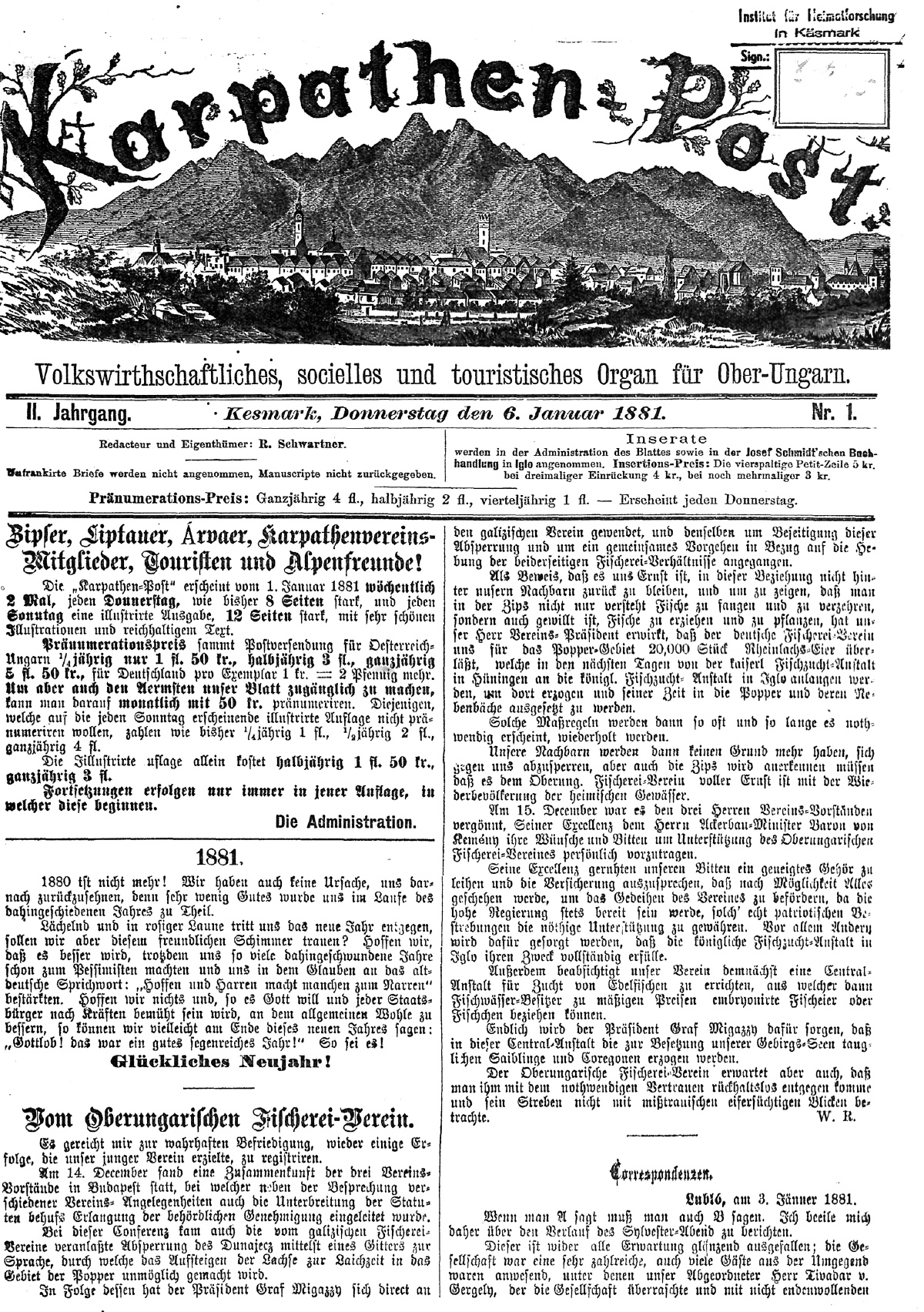
Ausgabe vom 6. Januar 1881

Die Karpathen-Post war eine unabhängige deutschsprachige Wochenzeitung, die von 1880 bis 1942 in Kesmark, vereinzelt auch 'Käsmark' (ung. Késmárk, slow. Kežmarok) in der Habsburgermonarchie und später in der Tschechoslowakei erschienen ist. Zusammen mit einigen Pressburger Blättern wie der Preßburger Zeitung war sie eine der letzten Zeitungen, die auf dem heutigen Gebiet der Slowakei ausschließlich in deutscher Sprache herausgegeben wurde. Jedoch amtliche Nachrichten, Bekanntmachungen, amtliche Versteigerungen und vereinzelt auch Feuilletons wurden bis 1918 in ungarischer Sprache veröffentlicht. Bei der Bezeichnung der Ortsnamen kann beobachtet werden, dass für diese teilweise auch die ungarische Form verwendet wurde (z. B. 'Szepes-Béla'' statt Zipser Bela,  'Igló' statt Zipser Neudorf).
Ihre Redaktion erreichte ein hohes journalistisches Niveau. Sie vertrat die Interessen der Zipser Deutschen und setzte sich insbesondere gegen die zunehmende Magyarisierung ab Ende des 19. Jahrhunderts ein. Nach dem Ende des Ersten Weltkrieges nahm die Zeitung eine eindeutige Position für den Verbleib der Zips bei Ungarn ein. In einer eindeutigen Erklärung votierte die Zeitung „Gegen die tschecho-slovakischen Aspirationen!“ Das vom US-Präsidenten Woodrow Wilson  deklarierte 14-Punkte-Programm über die Selbstbestimmung der Völker wurde angemahnt. In ihrem Leitartikel vom 24. Oktober 1918 schrieb die Karpathen-Post folgendes:
Wir waren deutsch und sind deutsch und wollen Deutsche bleiben! Und als Deutsche waren wir Ungarn und sind Ungarn und wollen Ungarn bleiben! [...] Unsere Ureltern und Großeltern waren treue Söhne des Landes [...] wir sprechen deutsch und fühlen ungarisch und es soll also bleiben!
Nach der Gründung der Tschechoslowakei im Jahre 1918 setzte sich die Zeitung vehement für den Erhalt der deutschsprachigen Schulen in der Tschechoslowakei ein. Die Karpathen-Post gilt als Chronik der Zipser Deutschen, da sie über Jahrzehnte ausgiebig über das öffentliche und kulturelle Leben der deutschsprachigen Bevölkerung in der Region berichtete. Eine bekannte Beilage war das touristische Blatt Karpathen-Edelweiss.
In ihren letzten Erscheinungsjahren übte Karmasins Deutsche Partei immer mehr politischen Druck auf die von Theodor Sauter geführte Schriftleitung der Zeitung aus. Man wünschte die Karpathen-Post zu einer nationalsozialistisch eingestellten „volksdeutschen“ Zeitung zu machen. Unter Druck erschien in einer der letzten Nummern der Zeitung ein polemischer Artikel unter dem Titel 'Noch Judentaufen!' in welchem man sich für die „Befreiung der Slowakei von den Juden“ „eingesetzt“ hatte. Nicht nur inhaltlich, sondern auch das äußere Erscheinungsbild sollte im Sinne des Nationalsozialismus geändert werden. Man forderte die seit der Gründung des Blattes verwendete Frakturschrift in eine Antiqua abzuwandeln. Die Schriftleitung konnte diesem Druck nicht standhalten. Am 22. August 1942 erschien die Zeitung 'Im neuen Gewande' – erstmals in Antiqua gedruckt -mit dem Untertitel „Volksdeutsches Wochenblatt“. In der Einführung berichtet die Schriftleitung 'daß dieser Umbau unseres Blattes im Sinne maßgeblicher Stellen vor sich geht.' Weiter berichtet die Schriftleitung: 'Wir haben die Ansicht betreffs der Unmöglichkeit einer weiteren Aufrechterhaltung eines freien, parteimäßig nicht gebundenen politischen Regionalblattes anerkannt zu wissen  [...]  Wir sehen uns daher veranlaßt zu erklären, daß sich unser Blatt in der Zukunft jeder politischen Meinungsäußerung enthalten wird und diese den hierfür zuständigen Stellen überläßt.' Die Nummer vom 22. August 1942 – mit erzwungener  Änderung –  war auch die letzte Nummer der Karpathen-Post. Ein weiteres Erscheinen der Zeitung wurde eingestellt.